# Giorgio Avola
Giorgio Avola, född den 8 maj 1989, är en italiensk fäktare som tog OS-guld i herrarnas lagtävling i florett i samband med de olympiska fäktningstävlingarna 2012 i London.